# Anthony Caro
Sir Anthony Alfred Caro (8. března 1924 New Malden – 23. října 2013 Londýn) byl anglický sochař.
Pocházel z rodiny sefardských Židů, jeho otec byl burzovním makléřem. Studoval na Christ's College v Cambridge a na Royal Academy School u Charlese Wheelera, za druhé světové války sloužil u námořnictva.
Začínal jako asistent Henryho Moora, v roce 1957 měl první samostatnou výstavu v londýnské Gimpel Fils Gallery. V šedesátých letech se pod vlivem amerického sochaře Davida Smithe a teoretika Clementa Greenberga odklonil od figurativního umění k abstrakci. Vytvářel velkoformátové geometrické objekty ze svařovaného železného šrotu, často užíval výrazné barvy, svá díla instaloval na zem místo na podstavec; k jeho významným sochám patří Millbank Steps, Odalisque, Elephant Palace, Twenty Four Hours (od roku 1975 v Tate Britain) a Dream City (v Yorkshire Sculpture Parku). V roce 1966 se zúčastnil v New Yorku přelomové výstavy minimalistického umění Primary Structures a v letech 1952 až 1979 přednášel na londýnské Saint Martin's School of Art. Usiloval o propojení sochařství s architekturou, spolupracoval s Frankem Gehrym a s Normanem Fosterem projektoval most Millennium Bridge.
V roce 1987 byl povýšen do šlechtického stavu a o rok později se stal členem Americké akademie umění a věd. V roce 1992 se stal laureátem ceny Praemium Imperiale a v roce 2000 mu byl udělen Řád Za zásluhy.
Jeho manželkou byla malířka Sheila Girlingová (1924–2015), s níž měl dva syny.